# Aleksiej Griszyn (podpułkownik)
Aleksiej Nikonowicz Griszyn (ros. Алексей Никонович Гришин, ur. 28 marca 1918 we wsi Sawkino w rejonie jasnogorskim w obwodzie tulskim, zm. 22 sierpnia 1974 w Moskwie) – radziecki lotnik, podpułkownik, Bohater Związku Radzieckiego (1945).
Po śmierci ojca jego rodzina przeniosła się do Moskwy, gdzie skończył 7-klasową szkołę i został mechanikiem w warsztatach kolejowych, jednocześnie ucząc się w aeroklubie. Od stycznia 1939 w Armii Czerwonej, 1941 ukończył wojskową szkołę lotniczą w Borysoglebsku, po czym służył w Odeskim Okręgu Wojskowym. Uczestnik wojny niemiecko-radzieckiej, w swojej pierwszej walce zestrzelił dwa samoloty, jednak sam również został zestrzelony. Po wyleczeniu wrócił na front, brał udział w obronie Moskwy, później na Froncie Stepowym oraz 1 i 2 Froncie Ukraińskim. Wojnę zakończył w Czechosłowacji w stopniu kapitana, na stanowisku dowódcy eskadry 153 Gwardyjskiego Pułku Lotnictwa Myśliwskiego 12 Gwardyjskiej Lotniczej Dywizji Myśliwców 1 Gwardyjskiego Korpusu Szturmowego 2 Armii Powietrznej 1 Frontu Ukraińskiego. Łącznie podczas wojny wykonał 378 lotów bojowych i uczestniczył w 49 walkach powietrznych, w których zestrzelił 13 samolotów wroga. Uchwałą Prezydium Rady Najwyższej ZSRR z 27 czerwca 1945 uhonorowany tytułem Bohatera ZSRR "za wzorowe wykonywanie bojowych zadań dowództwa na froncie walki z niemieckimi najeźdźcami i przejawianie przy tym męstwa i bohaterstwa". 1948 skończył wyższe oficerskie kursy taktyczne. 1964 zwolniony z wojska w stopniu podpułkownika.

## Odznaczenia
- Złota Gwiazda Bohatera ZSRR (1945)
- Order Lenina (1945)
- Order Czerwonego Sztandaru (trzykrotnie)
- Order Aleksandra Newskiego
- Order Wojny Ojczyźnianej I klasy
- Order Czerwonej Gwiazdy

I medale.